# Matt Duchene
Matthew Duchene (Haliburton, 16 gennaio 1991) è un hockeista su ghiaccio canadese che gioca come attaccante nella National Hockey League con Dallas Stars . Fu scelto in terza posizione assoluta da Colorado nell'NHL Entry Draft 2009.

## Carriera

### Club

#### Giovanili
Duchene giocò nel campionato giovanile dell'Ontario Hockey League esordendo nella stagione 2007-08, registrando 30 reti e 50 punti nella sua esperienza da rookie. L'anno successivo si migliorò arrivando fino a 79 punti in 57 partite, oltre a 26 punti raccolti nei playoff guidando i Battalion fino alle finali della J. Ross Robertson Cup, dove furono superati dai futuri campioni della Memorial Cup dei Windsor Spitfires.
In vista dell'NHL Entry Draft 2009 l'NHL Central Scouting Bureau posizionò Duchene secondo miglior giocatore nordamericano alle spalle di John Tavares. Oltre a loro due anche il difensore svedese Victor Hedman era considerato un possibile candidato alla prima posizione assoluta. Alla fine, dopo le prime due posizioni conquistate da Tavares e Hedman, Matt Duchene fu scelto in terza posizione assoluta dai Colorado Avalanche. Essendo un tifoso degli Avalanche, Duchene conquistò l'affetto dei tifosi dopo che un video nel corso del Draft lo colse esultante alla notizia della chiamata proprio da parte degli Avalanche. Duchene fu paragonato per caratteristiche tecniche a stelle della NHL come Steve Yzerman, Joe Sakic e Mike Richards.

#### National Hockey League
Duchene esordì in National Hockey League il 1º ottobre 2009 mettendo a segno durante un powerplay un assist per il difensore John-Michael Liles contro i San Jose Sharks. La prima rete giunse invece il 17 ottobre nella vittoria per 4-3 contro i Detroit Red Wings superando il portiere Chris Osgood. Il giorno dopo fu annunciato ufficialmente che Duchene sarebbe rimasto con gli Avalanche per tutta la stagione senza passare per il farm team in American Hockey League. Il 30 novembre 2009 mise a segno la prima doppietta in carriera nella vittoria per 3-0 contro i Tampa Bay Lightning. Nell'incontro successivo invece, contro i Florida Panthers, Duchene fu autore per la prima volta in NHL di tre punti, segnando una doppietta e contribuendo alla rete di Chris Stewart nella sconfitta per 6-5 agli shootout. Duchene fu scelto come Rookie per il mese di dicembre 2009, grazie a cinque reti e otto assist in quattordici partite.
Duchene concluse la stagione da rookie come terzo miglior marcatore degli Avalanche con 55 punti e come secondo miglior marcatore con 24 reti. Al termine della stagione fu inserito nell'NHL All-Rookie Team e giunse terzo nella votazione per il Calder Memorial Trophy.
Nel corso della stagione 2010-11 fu scelto per prendere parte al primo NHL All-Star Game della carriera. In quell'occasione fu il primo giocatore a conquistare un penalty dopo un intervento scorretto sul bastone da parte del capitano dei Capitals Aleksandr Ovečkin. Il tiro di Duchene fu in seguito parato dal goalie dei New York Rangers Henrik Lundqvist. Il 26 gennaio 2011 Duchene conquistò il centesimo punto con la maglia degli Avalanche nell'incontro perso per 5-2 con i Phoenix Coyotes segnando una rete al portiere Il'ja Bryzgalov. Il gol lo rese il giocatore più giovane nella storia della franchigia, inclusa l'era dei Quebec Nordiques, a superare tale traguardo. Duchene concluse l'anno con 67 punti, divenendo il più giovane in maglia Avalanche a concludere un campionato come miglior marcatore della squadra. Il 4 novembre 2011 Matt Duchene registrò il primo hat trick in carriera nella sconfitta per 7-6 all'overtime contro i Dallas Stars. La terza stagione in NHL fu limitata dai numerosi infortuni al ginocchio sinistro e alla caviglia destra, limitando il suo impiego alla fine dell'anno a sole 58 presenze, con 14 reti e altrettanti assist.
Il 23 giugno 2012 Matt diventò un restricted free agent, e accettò un prolungamento per due anni con gli Avalanche dal valore di 7 milioni di dollari. A causa del lockout della NHL Duchene il 2 ottobre 2012 firmò un contratto per due mesi con il Frölunda HC, squadra della Elitserien svedese. Debuttò il 14 ottobre nel successo per 4-3 contro il Modo Hockey, aiutando gli Indians con due assist. Al termine del proprio contratto nel mese di dicembre accettò la proposta di giocare nella Lega Nazionale A svizzera con la maglia dell'HC Ambrì-Piotta per il prosieguo del lockout. Dopo due sconfitte guidò in linea col connazionale Jason Williams la squadra a due vittorie in rimonta contro il Ginevra e il Bienne, firmando due reti e servendo tre assist. Nel mese di dicembre fu convocato dal Team Canada conquistando la Coppa Spengler 2012 ed entrando nell'All-Star Team.

### Nazionale
Duchene fece il suo esordio in campo internazionale nel World U-17 Hockey Challenge del 2008. In sei incontri fu autore di dieci punti e contribuì al successo del Team Ontario. Nello stesso anno ad aprile fu convocato dalla selezione Under-18 per il Mondiale U18, mentre nel mese di agosto fu scelto come capitano all'Ivan Hlinka Memorial Tournament, conquistando in entrambe le occasioni la medaglia d'oro. Nella seconda stagione in OHL Duchene prese parte al raduno della nazionale maggiore in vista del Campionato mondiale 2009, tuttavia fu escluso dal roster.
Alla fine della stagione da rookie in NHL Duchene fu inserito nella rosa del Canada per il Campionato mondiale 2010 disputato in Germania. Al suo esordio l'8 maggio 2010 fu autore di una rete e di un assist nel successo per 5-1 contro l'Italia. Duchene concluse il torneo con 4 reti e 7 punti in 7 partite disputate, mentre il Canada fu eliminato ai quarti di finale dalla Russia.
Duchene fu nuovamente scelto dal Canada per il Campionato mondiale 2011 in Slovacchia, grazie anche alla mancata qualificazione degli Avalanche ai playoff. Al termine della rassegna iridata collezionò sette presenze senza aver ottenuto alcun punto.

## Palmarès

### Club
- Coppa Spengler: 1

Team Canada: 2012

### Nazionale
- Giochi olimpici: 1

Soči 2014
- Campionato mondiale di hockey su ghiaccio: 2

Rep. Ceca 2015, Russia 2016
- Campionato mondiale di hockey su ghiaccio Under-18: 1

Russia 2008
- World U-17 Hockey Challenge: 1

Canada Ontario: 2008

### Individuale
- NHL All-Rookie Team: 1

2009-2010
- NHL All-Star Game: 2

2011, 2016
- CHL Top Prospects Game: 1

2008-2009
- Coppa Spengler All-Star Team: 1

2012